# Твърдоглавецът
„Твърдоглавецът“ (на нидерландски: Rundskop) е белгийски филм, криминална драма от 2011 година на режисьора Михаел Роскам по негов собствен сценарий.
В центъра на сюжета е млад селянин в съвременна Фландрия, който търгува със забранени животински хормони и сам се инжектира с тях. Неправилно заподозрян в убийството на полицай, той попада в поредица от събития и в крайна сметка е убит от полицията. Главните роли се изпълняват от Матиас Схунартс, Йерун Персевал, Барбара Сарафиан.
„Твърдоглавецът“ печели няколко награди „Магрит“, включително за най-добър актьор и най-добър сценарий, и е номиниран за „Оскар“ за чуждоезичен филм и „Сезар“ за чуждестранен филм.

## В България
Филмът излиза по кината на 19 март 2013 г. от „България Филм Вижън“, а през 2014 г. е излъчен за първи път по БНТ 1 със субтитри от Продуцентски център „Външна телевизионна продукция“.